# Vasilij Ivanovič Ignatenko
Vasilij Ivanovič Ignatenko (in russo Василий Иванович Игнатенко?; in ucraino Василь Іванович Ігнатенко?, Vasyl' Ivanovyč Ignatenko; in bielorusso Васіль Іванавіч Ігнаценка?, Vasil' Ivanavič Ignacenka; Spjaryžža, 13 marzo 1961 – Mosca, 13 maggio 1986) è stato un militare e vigile del fuoco sovietico di origini bielorusse-ucraine.
Comandante del 6º gruppo dei vigili del fuoco militarizzati indipendenti per la protezione della città di Pryp"jat', intervenne nella centrale nucleare di Černobyl' la notte del disastro di Černobyl' il 26 aprile 1986.

## Biografia
Vasilij Ignatenko nacque il 13 marzo 1961 nel villaggio di Spjaryžža, nel distretto di Brahin, situato nel sud-est della regione di Homel' in Bielorussia, all'epoca RSS Bielorussa. Figlio di Ivan Tarasovič Ignatenko e di sua moglie Tat'jana, si diplomò in elettrotecnica presso una scuola professionale di Homel', capitale della regione omonima, dove fu inviato a Babrujsk nella regione di Mahilëŭ fino a quando venne chiamato a svolgere il suo servizio militare a Mosca, in Russia, dove era impiegato come vigile del fuoco. Entrato negli organi degli affari interni nel 1982 dopo aver prestato servizio nell'esercito sovietico, trovò lavoro come vigile del fuoco come sergente maggiore del servizio interno, comandante del dipartimento di sicurezza SVPCH-6 di Pryp"jat', nell'odierna Ucraina.
La mattina del 26 aprile 1986 Ignatenko e i suoi colleghi (V. Pravik, V. Kibenok, L. Teljatnikov e altri) furono chiamati per estinguere un incendio al reattore 4 della centrale nucleare di Černobyl'. Né Ignatenko, né i suoi colleghi erano consapevoli di essere esposti in quel momento a dosi mortali di radiazioni ionizzanti a causa del materiale radioattivo presente nei pressi dell'incendio dopo l'esplosione del reattore nucleare. Capirono presto che tutti i vigili del fuoco nelle vicinanze del reattore erano stati esposti alle radiazioni.
Dopo aver installato una scala tra la terza e la quarta unità di potenza, il personale del suo dipartimento ha posato una linea di tubi funzionante per coprire la sala macchine, lavorando con la canna ad alta quota, ad alta temperatura e con fumo pesante. Ai primi sintomi Ignatenko e i suoi colleghi furono trasportati in aereo a Mosca e ricoverati all'ospedale numero 6 per la biofisica. Fu seguito da sua moglie Ljudmila Ignatenko, che non lasciò mai il marito e che gli fornì anche cure palliative. I tentativi di salvarlo attraverso un trapianto di midollo osseo con cellule staminali da parte della sorella minore fallirono: Ignatenko, infatti, aveva rifiutato di ricevere il midollo osseo dalla bambina, appena tredicenne, per paura di metterne a rischio la salute. Morì il 13 maggio 1986 a causa della malattia da radiazione e fu sepolto in una bara saldata, con i suoi 27 colleghi, al cimitero di Mitino di Mosca.

### La famiglia di Vasilij dopo l'incidente

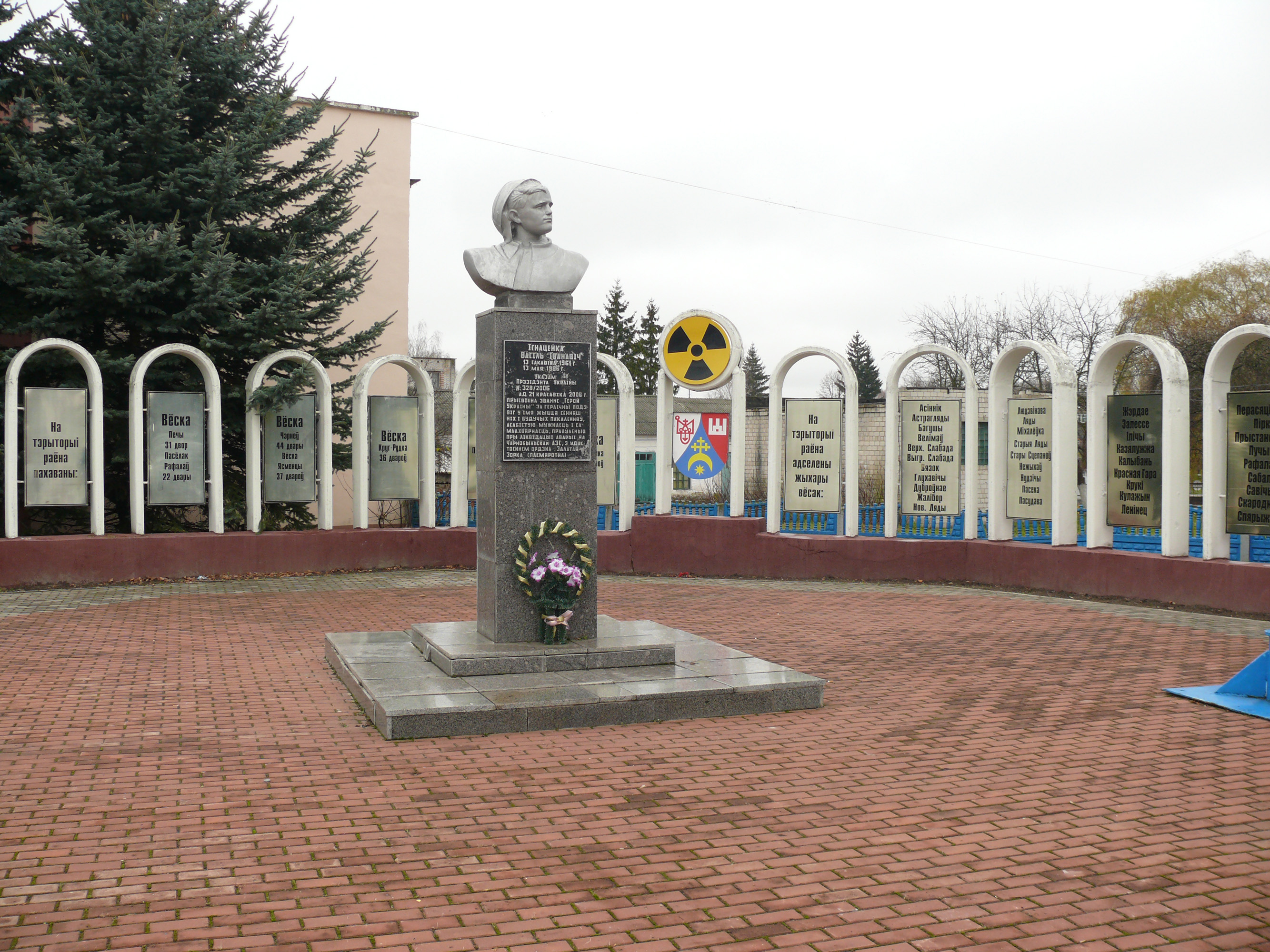
Busto di Ignatenko a Brahin, regione di Homel'

Nei primi anni ottanta la famiglia costruì una nuova casa nel villaggio di Spjaryžža, nella regione di Homel', ma nel 1986 il villaggio si trovava nella zona contaminata e dovettero abbandonarlo. La moglie, Ljudmila, non lasciò solo il marito morente in ospedale, nonostante i divieti dei medici. Successivamente lei perse la figlia (la neonata ha vissuto solo quattro ore, ha avuto una cardiopatia congenita e una cirrosi al fegato che Ljudmila ha attribuito in seguito alle radiazioni, anche se il medico americano Robert Gale, che ha curato le vittime di Černobyl', ha smentito che i loro corpi fossero radioattivi). Anche il secondo figlio di Ljudmila, Andrej, ha avuto problemi di salute, soffrendo di asma.
Sempre a seguito dell'incidente, la sorella minore di Vasilij cercò di donare il midollo osseo a suo fratello, ma lui rifiutò il trattamento. Lei morì di tumore nel 2015.

## Nei media
Nella miniserie Chernobyl di HBO e Sky Atlantic, trasmessa nella primavera del 2019, il ruolo di Vasilij Ignatenko è interpretato dall'attore britannico Adam Nagaitis. Il ruolo della moglie di Ignatenko, Ljudmila, è interpretato dall'attrice e cantante irlandese Jessie Buckley. Durante la serie, viene erratamente suggerito che la causa di morte della figlia della coppia fosse stata la vicinanza di Ljudmila a Vasilij dopo l'incidente: anche se all'epoca tale teoria non era ancora stata smentita, pertanto è verosimile che i personaggi sostengano tale teoria, successivamente fu chiarito che ciò non fosse vero, e che la morte della neonata fosse dovuta ad un difetto cardiaco congenito non correlato alle radiazioni. Questo particolare non viene mai specificato, nel corso della serie. In un'intervista concessa alla BBC Russian, Ljudmilla ha raccontato che quando Chernobyl fu annunciata, lei è stata importunata da diversi giornalisti, alcuni dei quali sarebbero forzatamente entrati in casa sua, pur di intervistarla; inoltre, nella medesima intervista la donna ha raccontato di aver addirittura sofferto critiche da parte di persone che, basandosi su quanto detto nella serie, l'hanno accusata di aver causato la morte della figlia, restando vicina al marito. Ljudmilla ha raccontato, oltretutto, che l'HBO e Sky Atlantic hanno mentito nel dichiarare di essersi messi in contatto con lei e di averle chiesto consiglio sia prima, che durante, che dopo la produzione della serie, rivelando di essere stata invece contattata solo quando la serie era ormai in post-produzione, senza averle mai chiesto il permesso di raccontare la sua storia, né porgendole alcuna scusa quando ella espresse il proprio disagio a riguardo.

## Onorificenze
Vasilij Ignatenko ricevette con il passare degli anni dei riconoscimenti postumi.